# 功夫熊猫
《功夫熊貓》（英語：Kung Fu Panda）是一部於2008年上映的美國3D動畫電影，由梦工厂动画公司製作，派拉蒙影業發行，是《功夫熊貓》系列的第一部作品，由約翰·史帝文森和馬克·奧斯本執導，劇本、故事分別由喬納森·艾貝爾和格倫·伯傑小組、伊森·雷夫和賽勒斯·沃里斯小組編寫。該片由傑克·布萊克、達斯汀·霍夫曼、安潔莉娜·裘莉、伊恩·麥克夏恩、成龍、塞斯·羅根、劉玉玲、大衛·克羅素、金德文、吳漢章、丹·富勒、邁克爾·克拉克·鄧肯獻聲主演，以擬人化動物居住的古中國作為背景，講述笨拙的熊貓阿波（布萊克 飾）立志成為武林高手的故事。

## 劇情
阿波是一隻身材圓滾、笨手笨腳的熊貓，對中國武術滿懷熱血，尤其崇拜著玉皇宮的五位武術高手－「蓋世五俠」悍嬌虎、靈鶴、快螳螂、俏小龍、猴王。然而對習武滿懷憧憬的他，每天仍得在父親鵝阿爹開的麵館幫忙打工。
這天，武林大師龜大仙預感，惡名昭彰的殘豹即將逃獄。為了選出繼承者對抗殘豹，龜大仙舉辦了一場武林盛會，預計將從蓋世五俠中選出一位，培訓成為傳說中的「神龍大俠」。阿波為了參觀武林盛會，冒險以煙火噴射進入會場，卻意外被龜大仙選中。阿波一方面不可置信，一方面因為夢想終於成真而感到欣喜若狂，在師父與蓋世五俠皆不看好的情況下開始習武之路。
然而，從未有過相關經驗的阿波在訓練的過程中顯得格外吃力，完全不得要領。悍嬌虎無法接受阿波輕浮的態度，向阿波揭露了當年發生的事。原來殘豹是師父過去所領養的棄嬰。在師父的期許下，殘豹從小便接受了扎實的武術指導，日復一日的鍛練自我，朝著神龍大俠的目標邁進；然而，當殘豹接受龜大仙考驗的時候，龜大仙看出了他心中的惡，認定他沒有成為神龍大俠的資格。殘豹不滿自己的努力不被重視，實力不被認可，更不滿當年口口聲聲讚許他的師父在自己被龜大仙拒絕時毫無作為，感到背叛之下，失控攻擊村民，甚至打算強取神龍秘笈。師父試圖阻止殘豹，卻因無法對一手拉拔長大的殘豹下手而敗戰，最後是由龜大仙制伏了殘豹，將之關入大牢。和殘豹一樣同為師父養子的悍嬌虎知道師父的沉重，因此在知道師父已經將一切希望寄託在阿波身上後，才會主動向阿波透漏不為人知的過往，希望他能收拾起玩鬧的心情，專心提升自己，才能對抗殘豹、守護武林價值。
與此同時，一心一意想要報仇的殘豹，知道師父另外選了神龍大俠後，利用送信鴨小善的的羽毛掙脫封印，打敗獄卒群後逃獄，準備向神龍大俠的預選者發起挑戰，證明自己才有資格成為神龍大俠。得知殘豹已經越獄後，師父前去尋求龜大仙的協助，期望當年封印殘豹的他能再次出手相助， 龜大仙卻表示自己的生命已到盡頭，要求師父承諾堅守信念，訓練阿波成為新的神龍大俠，師父在驚愕之餘仍許下承諾，龜大仙感到心滿意足，隨即化作桃花逝去，結束了其長達千年的人生。
為了成功點化阿波，師父決定因材施教，不再執著於原先訓練蓋世五俠的方式，而是將阿波最大的弱點「貪吃」轉為練武的動力，用獨特的方法加以訓練。在師父的提點下，阿波的實力有了大幅的成長，但殘豹也已逼近存放神龙秘笈的和平谷。為了阻止殘豹前進，師父派出蓋世五俠前去阻擊；但殘豹的實力遠在他們之上，輕鬆將五俠打敗後送到師父面前，揚言將要歸來。在情勢危急的時候，師父正式將傳說中的神龍秘笈授予阿波，希望被龜大仙認可的阿波在受訓完成後，能藉由神龍秘笈打敗殘豹，然而在阿波打開神龍秘笈后，卻發現秘笈上竟然是一片空白。師父在絕望之餘，決定讓五俠與阿波疏散村民，自己懷著必死的決心留下來對付殘豹，作為當年的贖罪。阿波對於無法實現夢想，成為神龍大俠、保衛和平谷而感到失落，在師父的命令下與五俠一同疏散村民，卻因為父親的一句「自家的麵館並没有什麼秘方」而醒悟，從而明白秘笈空白的真正含意，決定回去對抗殘豹。
此時殘豹已經趕到，與師父展開激戰後，趁著師父因不忍對自己下手而有所遲疑的空檔將其擊倒。危急時刻阿波恰好趕到，在殘豹面前承認自己就是被選中的神龍大俠，並以神龍秘笈作為誘餌，將殘豹從師父的身邊引開。在對戰的過程中，阿波利用自己的身材優勢，以及周圍環境的素材，用看似胡鬧的戰鬥風格意外地佔了上風，但最後仍不敵殘豹多年訓練累積的實力而被擊倒。殘豹如願取得神龍秘笈，卻被空白的內頁所困惑，此時已經領悟的阿波向殘豹表示了秘笈空白的真正含意——相信自己。殘豹無法接受之下再次對阿波展開攻擊，但相信自己的阿波用獨特的招式打得殘豹措手不及，最後被阿波用「無錫碎骨指」終結。經此一戰，阿波徹底體悟，在擊敗了惡名昭彰的殘豹，拯救整個和平谷之餘，也成為了真正的「神龍大俠」。

## 配音員
本片配音陣容包括傑克·布萊克、達斯汀·霍夫曼、安潔莉娜·裘莉、伊恩·麥克夏恩、成龍、塞斯·羅根、劉玉玲和大衛·克羅素等。
| 配音               | 配音   | 配音   | 配音     | 角色                                          |
| 美國               | 台灣   | 香港   | 中國大陸 | 角色                                          |
| ------------------ | ------ | ------ | -------- | --------------------------------------------- |
| 傑克·布萊克        | 潘瑋柏 | 陳奕迅 | 劉風     | 阿波（Po），熊貓                              |
| 伊恩·麥克夏恩      | 符爽   | 高翰文 | 程玉珠   | 殘豹（Tai Lung），雪豹                        |
| 德斯汀·荷夫曼      | 金士傑 | 周志輝 | 王肖兵   | 功夫大師（Master Shifu）,小貓熊               |
| 金德文             | 孫中台 | 譚炳文 | 吳文倫   | 龜大仙（Grand Master Oogway），加拉帕戈斯象龜 |
| 安吉丽娜·朱莉      | 侯佩岑 | 何韻詩 | 狄菲菲   | 悍嬌虎（Master Tigress），华南虎              |
| 劉玉玲             | 鄭仁麗 | 何超儀 | 詹佳     | 俏小龍（Master Viper），赤尾青竹絲            |
| 成龍               | 成龍   | 成龍   | 成龍     | 猴王（Master Monkey），川金丝猴               |
| 塞斯·羅根          | 劉傑   | 李璨琛 | 吳磊     | 快螳螂（Master Mantis），中华大刀螳           |
| 大衛·克羅斯        | 李世揚 | 房祖名 | 海帆     | 靈鶴（Master Crane），丹顶鹤                  |
| 吳漢章             | 孫德成 | 甄錦華 |          | 鵝阿爹（Mr. Ping），鹅                        |
| 丹·富勒            | 黃佑   | 黎景全 | 翟巍     | 小張（Zeng），鹅                              |
| 迈克尔·克拉克·邓肯 | 林谷珍 | 杜本立 | 殷雷     | 發財典獄長（Commander Vachir），爪哇犀牛      |

## 製作
本片最初是由夢工廠動畫公司的主管邁克爾·拉珊絲所構思，其灵感電影包括由周星驰主演的《破壞之王》以及李安執導的电影《臥虎藏龍》。但比起模仿武俠片，導演史蒂文森則決定製作一部動作喜劇武俠電影，並將英雄的旅程敘事原型融入主角。電影中的電腦動畫比夢工廠以前做過的作品還要更加復雜。與大多數夢工廠動畫一樣，由漢斯·季默與約翰·包威爾合作為電影製作配樂。作為準備的一部分， 《功夫熊貓》的製作團隊訪問了中國，以吸收該地文化及由中國國家交響樂團演奏配樂。

## 花絮
- 本片以古中國作為背景，因此在角色取名上採漢字拉丁化方案。如武林大師「龜大仙」（Oogway），粵語版作「胡貴大師」，取其原型「烏龜」的諧音；而阿波的師父「師傅」（Shifu），粵語版作「施福」，取自「師父」的諧音。
- 師傅的五個徒弟「蓋世五俠」（Furious Five），角色設定分別為虎、鶴、猴、蛇、螳螂，分別向中國武術形意拳中的虎拳、白鶴拳、猴拳、蛇拳、螳螂拳致敬。
- 根據劇情設定，阿波的父親是鵝阿爹，不少觀眾對於熊貓的父親是一隻鵝感到不解。對此，續集《功夫熊貓2》做出了解释：他們之間是收養的關係。
- 本片是第一部以電腦制作的屏幕比例 2.35：1 夢工廠動畫電影。
- 在片中，主角在經過接連努力取得秘笈，卻發現秘笈是無字天書，這個構想是出自台灣武術家李鳳山的建議[7]

## 原聲帶
本片配樂由漢斯·季默與約翰·包威爾共同製作。
| 曲序 | 曲目                                           | 时长 |
| ---- | ---------------------------------------------- | ---- |
| 1.   | Hero                                           | 4:42 |
| 2.   | Let The Tournament Begin                       | 1:59 |
| 3.   | The Dragon Warrior Is Among Us                 | 2:57 |
| 4.   | Tai Lung Escapes                               | 7:06 |
| 5.   | Peach Tree Of Wisdom                           | 1:53 |
| 6.   | Accu-flashback                                 | 4:05 |
| 7.   | Impersonating Shifu                            | 2:18 |
| 8.   | The Sacred Pool Of Tears                       | 9:51 |
| 9.   | Training Po                                    | 1:28 |
| 10.  | The Bridge                                     | 3:23 |
| 11.  | Shifu Faces Tai Lung                           | 4:47 |
| 12.  | The Dragon Scroll                              | 2:31 |
| 13.  | Po vs. Tai Lung                                | 2:41 |
| 14.  | Dragon Warrior Rises                           | 3:22 |
| 15.  | Panda Po                                       | 2:39 |
| 16.  | Oogway Ascends                                 | 2:04 |
| 17.  | Kung Fu Fighting（Cee-Lo Green与 杰克·布莱克） | 2:30 |
| 18.  | Kung Fu Fighting (仅东亚版)（Rain）            | 3:27 |
| 19.  | Kung Fu Fighting (仅东亚版)（Sam Concepcion）  | 2:20 |
| 20.  | Kung Fu Fighting (仅俄文版)（Mumiy Troll）     | 2:33 |

## 票房與反響

### 評價
爛番茄新鮮度87%，基於193條評論，平均分為7.1/10，而在Metacritic上得到74分，代表「普遍好評」，IMDB上得7.6分，收穫普遍讚譽。

### 票房
《功夫熊貓》於2008年6月6日在美國首映，當日票房共計2030萬美元，週末票房總計6020萬美元，勇奪美國當週票房排行冠軍。在夢工廠所有當週開映動畫電影當中排行第三高，次於《史瑞克2》和《史瑞克三世》。同時打破夢工廠非續集動畫《鯊魚黑幫》的最高票房紀錄，成為夢工廠票房最高的非續集作品。
| 上一届： 《慾望城市》   | 2008年全美週末票房冠軍 6月8日  | 下一届： 《無敵浩克》 |
| 上一届： 《特務行不行》 | 2008年台北週末票房冠軍 6月29日 | 下一届： 《全民超人》 |

## 獎項
| 頒獎典禮           | 獎項              | 得獎者                     | 結果 |
| ------------------ | ----------------- | -------------------------- | ---- |
| 第36届安妮奖       | 最佳动画长片      | 約翰·斯蒂芬森、馬克·奧斯本 | 獲獎 |
| 第81届奥斯卡金像奖 | 最佳动画长片      | 約翰·斯蒂芬森、馬克·奧斯本 | 提名 |
| 第66届金球奖       | 电影类-最佳动画片 | 約翰·斯蒂芬森、馬克·奧斯本 | 提名 |

## 功夫熊貓冬至賀團圓
2010年感恩節期間，美國NBC電視台曝光一段長達21分的《功夫熊貓感恩節特輯》，被部分網友誤認為是續集片段流出而迅速在網路上流傳。該片該主要講述熊貓阿波在中國節日“冬至”到來，首次主持在網路“冬季慶典”的故事。開頭延續首集由夢境拉開序幕，鵝阿爹夢到阿波無法繼承家業麵店遠離，為首集父與子之間的身世之謎「熊猫的爸爸為什麼是一隻鵝？」埋下伏筆，並在續集随着故事的發展而揭開。僅管特輯與續集劇情並無太大關係，但短片中出現的幾個新角色，包含雷霆犀利俠將在《功夫熊猫2》中現身。

## 外部連結
- 《功夫熊貓》預告片在Apple.com（英文）
- Yahoo奇摩電影上《功夫熊貓》的資料（繁體中文）
- 開眼電影網上《功夫熊貓》的資料（繁體中文）
- 时光网上《功夫熊貓》的資料（简体中文）
- 豆瓣电影上《功夫熊貓》的資料 （简体中文）
- 互联网电影数据库（IMDb）上《功夫熊貓》的资料（英文）
- 爛番茄上《功夫熊貓》的資料（英文）
- Metacritic上《功夫熊猫》的資料（英文）
- Box Office Mojo上《功夫熊貓》的資料（英文）
- AllMovie上《功夫熊貓》的资料（英文）

1. ↑  2018年，《功夫熊貓》的發行權從派拉蒙影業移交至環球影業。